# (2875) Lagerkvist
(2875) Lagerkvist ist ein Asteroid des Hauptgürtels, der am 11. Februar 1983 vom amerikanischen Astronomen Edward L. G. Bowell an der Anderson Mesa Station (IAU-Code 688) des Lowell-Observatoriums in Coconino County entdeckt wurde.
Benannt wurde der Asteroid nach dem schwedischen Astronomen Claes-Ingvar Lagerkvist, der als Professor für Astronomie an der Universität Uppsala arbeitet und von 1999 bis 2007 Direktor des Observatoriums Kvistaberg war.